# Râul Tabăra
Râul Tabăra este un curs de apă, afluent al râului Vasluieț. 